# 16398 Hummel
A 16398 Hummel (ideiglenes jelöléssel 1982 SN3) a Naprendszer kisbolygóövében található aszteroida. Freimut Börngen fedezte fel 1982. szeptember 24-én.
Nevét Johann Nepomuk Hummel (1778 – 1837) osztrák zongorista után kapta.